# Glockenbuckel von Viernheim und angrenzende Flächen
Glockenbuckel von Viernheim und angrenzende Flächen este o arie protejată (arie specială de conservare — SAC, sit de importanță comunitară — SCI) din Germania întinsă pe o suprafață de 64,66 ha, integral pe uscat.

## Localizare
Centrul sitului Glockenbuckel von Viernheim und angrenzende Flächen este situat la coordonatele 49°32′09″N 8°32′56″E / 49.5358°N 8.5489°E.

## Înființare
Situl Glockenbuckel von Viernheim und angrenzende Flächen a fost declarat sit de importanță comunitară în iunie 2000 pentru a proteja 1 specie de plante și 11 specii de animale. Situl a fost protejat și ca arie specială de conservare în martie 2008.

## Biodiversitate
Situată în ecoregiunea continentală, aria protejată conține 3 habitate naturale: Vegetație psamofilă uscată cu pășuni deschise de Corynephorus și Agrostis, Pajiști calcaroase din nisipuri xerice, Păduri de pin din stepa sarmatică.
La baza desemnării sitului se află mai multe specii protejate:
- plante (1): Jurinea cyanoides
- păsări (11): fâsă-de-câmp (Anthus campestris), caprimulg (Caprimulgus europaeus), porumbel de scorbură (Columba oenas), șoimul rândunelelor (Falco subbuteo), capîntortură (Jynx torquilla), sfrâncioc roșiatic (Lanius collurio), ciocârlie de pădure (Lullula arborea), pietrar sur (Oenanthe oenanthe), ciocănitoare verzuie (Picus canus), mărăcinar (Saxicola rubetra), pupăză (Upupa epops)

Pe lângă speciile protejate, pe teritoriul sitului au mai fost identificate 17 specii de plante, 1 specie de amfibieni, 2 specii de mamifere, 11 specii de nevertebrate, 1 specie de reptile.